# Maxime Chevalier
Maxime Chevalier (Ajaccio, 16 mei 1999) is een Frans voormalige wielrenner die van 2020 tot en met 2022 reed voor B&B Hotels-Vital Concept p/b KTM nadat hij in 2017 en 2018 al stage had gelopen bij de ploeg. Chevalier maakte in 2020 zijn debuut in de Ronde van Frankrijk. De destijds 21-jarige Chevalier was de jongste deelnemer aan de editie van 2020.

## Overwinningen
2021
Proloog Ronde van Savoie-Mont Blanc

## Resultaten in voornaamste wedstrijden
| Jaar | Ronde van Italië | Ronde van Frankrijk | Ronde van Spanje |
| ---- | ---------------- | ------------------- | ---------------- |
| 2020 |                  | 136e                |                  |
| 2021 |                  | 93e                 |                  |

| Jaar | Parijs-Tours |
| ---- | ------------ |
| 2020 | 92e          |
| 2021 |              |

## Ploegen
2018 –  Vital Concept cycling club (stagiair vanaf 1 augustus)
2019 –  Vital Concept-B&B Hotels (stagiair vanaf 1 augustus)
2020 –  B&B Hotels-Vital Concept p/b KTM
2022 –  B&B Hotels-KTM
2023 –  Laval Cyclisme 53 (tot 1 juli)
Barbier · Barthe · Boileau · Bonnamour · Chevalier · Debusschere · Ferasse · Gautier · Gougeard · Heidemann · Hivert · Jauregui · Koretzky · Lagrée · Laurance · Lecroq · Lemoine · Lietaer · Morice · Mozzato · Parisella · Rolland · Schönberger · Warlop · Dauphin (stagiair) · Mahoudo (stagiair) · Rouland (stagiair)